# Leichtathletik-U20-Europameisterschaften 2025
Die 28. Leichtathletik-U20-Europameisterschaften werden vom 7. bis zum 10. August 2025 im Ratina-Stadion im finnischen Tampere ausgetragen, das damit zum zweiten Mal nach 2023 Austragungsort der U20-Europameisterschaften ist.

## Ergebnisse

### Männer

#### 100 m
| Platz | Athlet          | Land | Zeit (s) |
| ----- | --------------- | ---- | -------- |
| 1     | Ander Garaiar   | ESP  | 10,40    |
| 2     | Jozuah Revierre | NED  | 10,47    |
| 2     | Teddy Wilson    | GBR  | 10,47    |
| 4     | Ylann Bizasene  | FRA  | 10,50    |
| 5     | Lenny Chanteur  | FRA  | 10,50    |
| 6     | Ashik Begum     | SUI  | 10,68    |
| 7     | Dylan Williams  | GBR  | 10,62    |
| 8     | Daniele Orlando | ITA  | 10,71    |

Finale: 8. August
Wind: −0,7 m/s

#### 200 m
| Platz | Athlet          | Land | Zeit (s) |
| ----- | --------------- | ---- | -------- |
| 1     | Diego Nappi     | ITA  | 20,77    |
| 2     | Pedro Afonso    | POR  | 20,85    |
| 3     | Oriol Sánchez   | ESP  | 21,03    |
| 4     | Juho Venäläinen | FIN  | 21,36    |
| 5     | Bakir Musić     | BIH  | 21,52    |
| 6     | Herman Seiree   | EST  | 21,74    |
| 7     | Dubem Amah      | IRL  | 21,76    |
| 8     | Rodrigo Fito    | ESP  | 22,19    |

Finale: 9. August
Wind: −2,9 m/s

#### 400 m
| Platz | Athlet              | Land | Zeit (s)    |
| ----- | ------------------- | ---- | ----------- |
| 1     | Conor Kelly         | IRL  | 45,83 NU20R |
| 2     | Milann Klemenic     | FRA  | 46,44       |
| 3     | Ondrej Loupal       | CZE  | 46,62       |
| 4     | Melvyn Cavagnoux    | FRA  | 46,78       |
| 5     | Matthew Galea Soler | MLT  | 46,91       |
| 6     | Tomáš Horák         | CZE  | 47,03       |
| 7     | Sean Doggett        | IRL  | 47,16       |
| 8     | Lukáš Mareš         | CZE  | 47,19       |

Finale: 9. August

#### 800 m
| Platz | Athlet                | Land | Zeit (min) |
| ----- | --------------------- | ---- | ---------- |
| 1     | Rafferty Mirfin       | GBR  | 1:48,09    |
| 2     | Tom Waterworth        | GBR  | 1:48,20    |
| 3     | Aaron Ceballos        | ESP  | 1:48,74    |
| 4     | Theo Thevenet         | FRA  | 1:49,50    |
| 5     | Umed Caraccio         | ITA  | 1:51,45    |
| 6     | Vasco Mosselman       | NED  | 1:53,17    |
| 7     | Ryan Barcala          | ESP  | 1:56,65    |
|       | William Sean Rabjohns | GBR  | DSQ        |

Finale: 9. August

#### 1500 m
| Platz | Athlet            | Land | Zeit (min) |
| ----- | ----------------- | ---- | ---------- |
| 1     | Håkon Moe Berg    | NOR  | 3:47,36    |
| 2     | Andreas Dybdahl   | NOR  | 3:47,95    |
| 3     | Elliot Vermeulen  | BEL  | 3:48,03    |
| 4     | Alois Abraham     | FRA  | 3:50,17    |
| 5     | Aldin Ćatović     | SRB  | 3:50,25    |
| 6     | Filip Toul        | CZE  | 3:50,38    |
| 7     | Guillermo Sánchez | ESP  | 3:50,77    |
| 8     | Seán Cronin       | IRL  | 3:50,80    |

Finale: 10. August

#### 3000 m
| Platz | Athlet               | Land | Zeit (min) |
| ----- | -------------------- | ---- | ---------- |
| 1     | Håkon Moe Berg       | NOR  | 8:43,20    |
| 2     | Kristers Kudlis      | LAT  | 8:45,56    |
| 3     | Karl Ottfalk         | SWE  | 8:46,43    |
| 4     | Sem Serrano          | BEL  | 8:47,77    |
| 5     | Clement Rabin-Boutin | FRA  | 8:47,86    |
| 6     | David Scheller       | GER  | 8:47,92    |
| 7     | Aldin Ćatović        | SRB  | 8:47,97    |
| 8     | Ander Aramendi       | ESP  | 8:48,11    |

Finale: 9. August

#### 5000 m
| Platz | Athlet                 | Land | Zeit (min)  |
| ----- | ---------------------- | ---- | ----------- |
| 1     | Willem Renders         | BEL  | 14:14,59    |
| 2     | Karl Ottfalk           | SWE  | 14:14,78 SB |
| 3     | Magnus Øyen            | NOR  | 14:15,32    |
| 4     | Óscar Gaitan           | ESP  | 14:15,59    |
| 5     | Aleksi Ahlfors         | FIN  | 14:17,12    |
| 6     | Kristian Bråthen Børve | NOR  | 14:17,32    |
| 7     | Ali Tunç               | TUR  | 14:22,05    |
| 8     | Benjamin Klonowski     | GER  | 14:22,49 PB |

8. August

#### 110 m Hürden (99 cm)
| Platz | Athlet                      | Land | Zeit (s)          |
| ----- | --------------------------- | ---- | ----------------- |
| 1     | Matteo Togni                | ITA  | 13,27 EU20L NU20R |
| 2     | Christijan Kassabow         | BGR  | 13,31 NU20R       |
| 3     | Matyáš Zach                 | CZE  | 13,33             |
| 4     | Toby Wright                 | GBR  | 13,35 PB          |
| 5     | Even Elias Grannes Pedersen | NOR  | 13,42 =NU20R      |
| 6     | Martin de Greef             | BEL  | 13,61             |
| 7     | Charlie Staddon             | GBR  | 13,69             |
| 8     | Anthony Ommundsen Johnsen   | NOR  | 13,83             |

Finale: 10. August
Wind: +0,6 m/s

#### 400 m Hürden
| Platz | Athlet            | Land | Zeit (s)             |
| ----- | ----------------- | ---- | -------------------- |
| 1     | Michal Rada       | CZE  | 48,78 CR WU20L NU20R |
| 2     | Iker Moreno       | ESP  | 49,66 NU20R          |
| 3     | Quinten de Vos    | NED  | 50,46 NU20R          |
| 3     | Marek Váňa        | CZE  | 50,46 PB             |
| 5     | Tommaso Ardizzone | ITA  | 51,25                |
| 6     | David Damian      | ROU  | 51,33                |
| 7     | Thomas Canivet    | FRA  | 53,61                |
| 8     | Sigge Bergentz    | SWE  | 56,70                |

Finale: 9. August

#### 3000 m Hindernis
| Platz | Athlet            | Land | Zeit (min)    |
| ----- | ----------------- | ---- | ------------- |
| 1     | Kiyasettin Kara   | TUR  | 8:43,55 NU20R |
| 2     | Marti Torregrossa | ESP  | 8:45,20 PB    |
| 3     | Andres Lara       | ESP  | 8:45,53 PB    |
| 4     | Jakob Rödel       | GER  | 8:47,74 PB    |
| 5     | Bakr El Asri      | ESP  | 8:49,47 PB    |
| 6     | Ethan Piriou      | FRA  | 8:52,04 PB    |
| 7     | Benjámin Szabó    | HUN  | 8:52,58 PB    |
| 8     | Hasan Can Akdemir | TUR  | 8:54,97       |

Finale: 10. August

#### 4 × 100 m Staffel
| Platz   | Land                                                                                             | Athleten                                                                                              | Zeit (s) |
| ------- | ------------------------------------------------------------------------------------------------ | --- | -------- |
| 1       | Frankreich                                                                                       | Gaël Delaumenie Lenny Chanteur Hugo Jacquet-Dzong Ylann Bizasene                                      | 39,57 SB |
| 2       | Deutschland                                                                                      | Enzo Kieß Louis Schuster Felix Schulze Jakob Kemminer im Vorlauf außerdem: Alvin Mawumba              | 39,78    |
| 3       | Polen                                                                                            | Aleksander Wojtasik Adrian Lepionka Marcin Tabaka Sebastian Libura im Vorlauf außerdem: Patryk Radwan | 40,17 SB |
| 4       | Niederlande                                                                                      | Senna Giling Sven Karel Levi Steenvoorden Jozuah Revierre im Vorlauf außerdem: Niels Karel            | 40,30 SB |
| 5       | Israel                                                                                           | Ido Peretz Ido Shvarts Liam Aqwa Asaf Nograd                                                          | 40,72    |
|         | Vereinigtes Königreich                                                                           | Ethan Franklin Teddy Wilson Fabian Powell Dylan Williams im Vorlauf außerdem: Dean Patterson          | DNF      |
| Italien | Luca Corradin Francesco Pagliarini Diego Nappi Daniele Orlando im Vorlauf außerdem: Lorenzo Vera | DNF                                                                                                   |          |
| Spanien | Ignacio Hernández Ander Garaiar Oriol Sánchez Jorge Hernández                                    | DSQ                                                                                                   |          |

Finale: 10. August

#### 4 × 400 m Staffel
| Platz | Land         | Athleten | Zeit (min)          |
| ----- | ------------ | --- | ------------------- |
| 1     | Tschechien   | Ondrej Loupal Lukáš Mareš Tomáš Horák Michal Rada im Vorlauf außerdem: Martin Koreček Václav Apltauer Jakub Marek Šimon Ceplý                  | 3:05,79 EU20L NU20R |
| 2     | Spanien      | Iker Moreno Aaron Gaston Helio Marco Óscar Crespo im Vorlauf außerdem: Marco Saiz Sergi Pons                                                   | 3:06,83 NU20R       |
| 3     | Italien      | Destiny Omodia Daniele Salemi Diego Mancini Simone Giliberto                                                                                   | 3:07,39 SB          |
| 4     | Deutschland  | Philip Steinmann Cedric Barth Joshua Hoffmann Michal Fatyga im Vorlauf außerdem: Lorenz Forsmann Jannis Dettner Fabian Straberg Lucca Agostini | 3:07,66 SB          |
| 5     | Polen        | Hubert Trościanka Jakub Szarapo Piotr Duda Oliwier Frąckowiak im Vorlauf außerdem: Bartłomiej Adamczyk                                         | 3:08,23 SB          |
| 6     | Belgien      | Adrien Quartier Alexandre Boddewyn-Dumon Lucas Demol Enzo Legendre im Vorlauf außerdem: Louis Smeets                                           | 3:09,53             |
| 7     | Griechenland | Kyriakos Tsikilis Spyridon Ioannis Konidaris Panagiotis Bertolis Vladimiros Andreadis                                                          | 3:09,93 SB          |
| 8     | Dänemark     | Villads Fredsted Andersen Theo Gervang Christoffer Banke Jørgensen Joel von de Ahé                                                             | 3:12,42             |

Finale: 10. August

#### 10.000 m Bahngehen
| Platz | Athlet                   | Land | Zeit (min)              |
| ----- | ------------------------ | ---- | ----------------------- |
| 1     | Joan Querol              | ESP  | 39:10,04 CR EU20L NU20R |
| 2     | Giuseppe Disabato        | ITA  | 39:20,87 NU20R          |
| 3     | Daniel Monfort           | ESP  | 39:50,77 PB             |
| 4     | Miguel Espinosa Olivares | ESP  | 40:40,28 PB             |
| 5     | Roman Horbatschow        | UKR  | 41:02,61 PB             |
| 6     | Alessio Coppola          | ITA  | 41:23,40 PB             |
| 7     | Omar Moretti             | ITA  | 42:01,88                |
| 8     | Eduard Murawskyj         | UKR  | 42:22,50 PB             |

10. August

#### Hochsprung
| Platz | Athlet           | Land | Höhe (m)   |
| ----- | ---------------- | ---- | ---------- |
| 1     | Elijah Pasquier  | FRA  | 2,25 NU20R |
| 2     | Otis Poole       | GBR  | 2,19       |
| 3     | Jin van der Lee  | NED  | 2,16 PB    |
| 4     | Kaspar Palmsaar  | EST  | 2,16 PB    |
| 5     | Leonard Nowoczyn | FRA  | 2,16       |
| 6     | Veikka Loikas    | FIN  | 2,13 PB    |
| 6     | Mateusz Posmyk   | POL  | 2,13 PB    |
| 8     | Alexander Comte  | BEL  | 2,13       |

Finale: 10. August

#### Stabhochsprung
| Platz | Athlet                     | Land | Höhe (m)      |
| ----- | -------------------------- | ---- | ------------- |
| 1     | Axel Rogö                  | SWE  | 5,45 EU20L PB |
| 2     | Zackaria Dia               | FRA  | 5,40 PB       |
| 3     | Ylio Philtjens             | BEL  | 5,30          |
| 3     | Pawel Pospiech             | POL  | 5,30 PB       |
| 5     | Oliver Sandberg            | SWE  | 5,30 PB       |
| 6     | Jules Courel               | FRA  | 5,30          |
| 7     | Tom Lengy                  | ISR  | 5,30 =NU20R   |
| 8     | Jules de la Faye de Guerre | FRA  | 5,00          |
| 8     | Arttu Haaksluoto           | FIN  | 5,00          |

Finale: 9. August

#### Weitsprung
| Platz | Athlet                  | Land | Weite (m) |
| ----- | ----------------------- | ---- | --------- |
| 1     | Petr Meindlschmid       | CZE  | 7,89 SB   |
| 2     | Daniele Leonardo Inzoli | ITA  | 7,69      |
| 3     | Luka Bošković           | SRB  | 7,69      |
| 4     | Sarantis Tzelepis       | GRC  | 7,47 PB   |
| 5     | Daniel Emegbor          | GBR  | 7,44      |
| 6     | Adam Bilokon            | UKR  | 7,42      |
| 7     | Remi Mourie             | FRA  | 7,41      |
| 8     | Krzysztof Grochowski    | POL  | 7,34      |

Finale: 8. August

#### Dreisprung
| Platz | Athlet                   | Land | Weite (m) |
| ----- | ------------------------ | ---- | --------- |
| 1     | Francesco Efeosa Crotti  | ITA  | 15,93 PB  |
| 2     | Emre Çolak               | TUR  | 15,75     |
| 3     | Singa Barbosa Firmino    | BGR  | 15,71     |
| 4     | Stanislaw Hawryljuk      | UKR  | 15,69 PB  |
| 5     | Aldo Rocchi              | ITA  | 15,68 SB  |
| 6     | Peter Osazee             | GER  | 15,61 PB  |
| 7     | Antranik Sarkis Ashdjian | CYP  | 15,57     |
| 8     | Jamie Okafor             | FIN  | 15,39     |

Finale: 10. August

#### Kugelstoßen (6 kg)
| Platz | Athlet                   | Land | Weite (m) |
| ----- | ------------------------ | ---- | --------- |
| 1     | Jarno van Daalen         | NED  | 21,07     |
| 2     | Aatu Kangasniemi         | FIN  | 20,82 PB  |
| 3     | Jakub Rodziak            | POL  | 19,37 PB  |
| 4     | Jan Fiala                | CZE  | 19,17     |
| 5     | Jan Ferina               | CRO  | 19,02 PB  |
| 6     | Simon Kunkel             | GER  | 18,88 PB  |
| 7     | František Jaburek        | CZE  | 18,81     |
| 8     | Chrysovalantis Kanotzian | GRC  | 18,08     |

Finale: 8. August

#### Diskuswurf (1,75 kg)
| Platz | Athlet            | Land | Weite (m) |
| ----- | ----------------- | ---- | --------- |
| 1     | Jarno van Daalen  | NED  | 63,18     |
| 2     | Jakub Rodziak     | POL  | 62,90 PB  |
| 3     | Zsombor Dobó      | HUN  | 62,26     |
| 4     | Mico Lampinen     | FIN  | 61,56     |
| 5     | Manu Kankaanniemi | FIN  | 59,37     |
| 6     | Cian Crampton     | IRL  | 57,76     |
| 7     | Samuel Conjungo   | FRA  | 57,58     |
| 8     | Sten-Erik Iir     | EST  | 57,36     |

Finale: 9. August

#### Hammerwurf (6 kg)
| Platz | Athlet           | Land | Weite (m) |
| ----- | ---------------- | ---- | --------- |
| 1     | Ármin Szabados   | HUN  | 82,91     |
| 2     | Mico Lampinen    | FIN  | 74,67 PB  |
| 3     | Aatu Kangasniemi | FIN  | 74,41     |
| 4     | Jabez Berry      | GBR  | 73,99     |
| 5     | Timo Port        | GER  | 73,08     |
| 6     | Andraž Rajher    | SVN  | 71,03 PB  |
| 7     | Jan Delewski     | POL  | 70,72 PB  |
| 8     | Zétény Beke      | HUN  | 70,06 PB  |

Finale: 8. August

#### Speerwurf
| Platz | Athlet           | Land | Weite (m) |
| ----- | ---------------- | ---- | --------- |
| 1     | Rafael Mahiques  | ESP  | 76,30     |
| 2     | Oskar Jänicke    | GER  | 76,17 PB  |
| 3     | Roch Krukowski   | POL  | 76,01 PB  |
| 4     | Štepán Šípek     | CZE  | 72,94     |
| 5     | Josef Šindelár   | CZE  | 72,71 PB  |
| 6     | Moritz Schönherr | GER  | 72,02     |
| 7     | Hailu Estrampes  | ESP  | 69,84     |
| 8     | Topi Parviainen  | FIN  | 67,87     |

Finale: 10. August

#### Zehnkampf
| Platz | Athlet             | Land | Punkte        |
| ----- | ------------------ | ---- | ------------- |
| 1     | Hubert Troscianka  | POL  | 8514 WU20R CR |
| 2     | Luuk Pelkmans      | NED  | 8293 NU20R    |
| 3     | Leon Krummenacher  | SUI  | 7972 PB       |
| 4     | Moritz Bartko      | GER  | 7737          |
| 5     | Liam Belo da Silva | SWE  | 7632          |
| 6     | Lionel Brügger     | SUI  | 7600          |
| 7     | Paul Günther       | GER  | 7573          |
| 8     | Leon-Joel Clair    | GER  | 7547          |

7./8. August

### Frauen

#### 100 m
| Platz | Athletin                  | Land | Zeit (s) |
| ----- | ------------------------- | ---- | -------- |
| 1     | Kelly Doualla             | ITA  | 11,22    |
| 2     | Mabel Akande              | GBR  | 11,41    |
| 3     | Uljana Stepanjuk          | UKR  | 11,53    |
| 4     | Alice Pagliarini          | ITA  | 11,54    |
| 5     | Anne Böcker               | GER  | 11,59    |
| 6     | Emma Goretzka             | GER  | 11,67    |
| 7     | Precious Akpe-Moses       | IRL  | 11,79    |
| 8     | Philina Marianne Schwartz | GER  | 11,84    |

Finale: 8. August
Wind: −0,1 m/s

#### 200 m
| Platz | Athletin             | Land | Zeit (s) |
| ----- | -------------------- | ---- | -------- |
| 1     | Judith Bilepo Mokobe | GER  | 23,40    |
| 2     | Lucy Tallon          | GBR  | 23,49    |
| 3     | Terezie Táborská     | CZE  | 23,49    |
| 4     | Precious Akpe-Moses  | IRL  | 23,72    |
| 5     | Silvie Danecková     | CZE  | 23,90    |
| 6     | Viola Canovi         | ITA  | 24,01    |
| 7     | Eir Hlésdóttir       | ISL  | 24,07    |
| 8     | Milla Tonazzi        | SUI  | 24,29    |

Finale: 9. August
Wind: −2,0 m/s

#### 400 m
| Platz | Athletin               | Land | Zeit (s)    |
| ----- | ---------------------- | ---- | ----------- |
| 1     | Charlotte Henrich      | GBR  | 51,68 PB    |
| 2     | Johanna Martin         | GER  | 52,00       |
| 3     | Anastazja Kuś          | POL  | 52,23       |
| 4     | Victoria Kwarteng      | FRA  | 52,26 NU20R |
| 5     | Line Safaa Al-Saiddi   | NOR  | 53,50       |
| 6     | Romane Trinquant       | FRA  | 53,98       |
| 7     | Lenka Gymerská         | SVK  | 54,12       |
| 8     | Borghild Oline Holstad | NOR  | 54,15       |

Finale: 9. August

#### 800 m
| Platz | Athletin          | Land | Zeit (min) |
| ----- | ----------------- | ---- | ---------- |
| 1     | Jana Marie Becker | GER  | 2:01,67    |
| 2     | Živa Remic        | SVN  | 2:01,76 PB |
| 3     | Lorenza de Noni   | ITA  | 2:01,86    |
| 4     | Marta Mitjans     | ESP  | 4:01,90    |
| 5     | Shaikira King     | GBR  | 2:03,60    |
| 6     | Nelly Floutakou   | GRC  | 2:07,34    |
| 7     | Felien Wibbelink  | NED  | 2:08,63    |
| 8     | Róża Olchawa      | POL  | 2:11,72    |

Finale: 10. August

#### 1500 m
| Platz | Athletin          | Land | Zeit (min) |
| ----- | ----------------- | ---- | ---------- |
| 1     | Lyla Belshaw      | GBR  | 4:14,59    |
| 2     | Carmen Cernjul    | SWE  | 4:15,00    |
| 3     | Isobelle Jones    | GBR  | 4:16,18 PB |
| 4     | Claudia Gutierrez | ESP  | 4:16,96    |
| 5     | Eleanor Strevens  | GBR  | 4:17,51    |
| 6     | Mara Rolli        | ESP  | 4:19,98    |
| 7     | Ioulianna Roussou | GRC  | 4:21,09    |
| 8     | Laila Yahyaoui    | NED  | 4:21,61    |

Finale: 9. August

#### 3000 m
| Platz | Athletin                     | Land | Zeit (min)    |
| ----- | ---------------------------- | ---- | ------------- |
| 1     | Innes FitzGerald             | GBR  | 8:46,39 CR    |
| 2     | Carmen Cernjul               | SWE  | 9:08,87       |
| 3     | Wilma Bekkemoen Torbiörnsson | NOR  | 9:10,70       |
| 4     | Edibe Yağız                  | TUR  | 9:14,02 PB    |
| 5     | Isla McGowan                 | GBR  | 9:14,55 PB    |
| 6     | Jana Johanová                | CZE  | 9:14,90 NU20R |
| 7     | Zuzanna Wiernicka            | POL  | 9:25,72 SB    |
| 8     | Kaate Mulders                | NED  | 9:25,83 PB    |

Finale: 10. August

#### 5000 m
| Platz | Athletin           | Land | Zeit (min)     |
| ----- | ------------------ | ---- | -------------- |
| 1     | Innes FitzGerald   | GBR  | 15:09,04       |
| 2     | Edibe Yağız        | TUR  | 15:43,60 PB    |
| 3     | Julia Ehrle        | GER  | 15:44,06 PB    |
| 4     | Jana Johanová      | CZE  | 15:50,73 NU20R |
| 5     | Freya Bradley      | GBR  | 15:55,50 PB    |
| 6     | Suzanne Harland    | NED  | 16:04,70       |
| 7     | Licia Ferrari      | ITA  | 16:10,88 PB    |
| 8     | Döndü Kübra Boyraz | TUR  | 16:12,05 PB    |

7. August

#### 100 m Hürden
| Platz | Athletin         | Land | Zeit (s) |
| ----- | ---------------- | ---- | -------- |
| 1     | Jil Sanchez      | SUI  | 13,24    |
| 2     | Melissa Benfatah | FRA  | 13,29    |
| 3     | Alessia Succo    | ITA  | 13,32    |
| 4     | Laura Frličková  | SVK  | 13,38    |
| 5     | Mia Wild         | CRO  | 13,48    |
| 6     | Zuzanna Zając    | POL  | 13,50    |
| 7     | Hana Sekne       | SVN  | 13,62    |
| 8     | Mila Heikkonen   | FIN  | 13,74    |

Finale: 10. August
Wind: −1,5 m/s

#### 400 m Hürden
| Platz | Athletin            | Land | Zeit (s)          |
| ----- | ------------------- | ---- | ----------------- |
| 1     | Alexandra Uță       | ROU  | 55,55 CR EU20L PB |
| 2     | Méta Tumba          | FRA  | 55,56 NU20R       |
| 3     | Viola Hambidge      | EST  | 56,71 NU20R       |
| 4     | Mila Heikkonen      | FIN  | 56,78 PB          |
| 5     | Arabella Wilson     | GBR  | 57,34 PB          |
| 6     | Abigail Noruwa      | NED  | 57,71             |
| 7     | Olha Maschanjenkowa | UKR  | 57,86 SB          |
| 8     | Petra Lalik         | HUN  | 58,31             |

Finale: 9. August

#### 3000 m Hindernis
| Platz | Athletin           | Land | Zeit (min)     |
| ----- | ------------------ | ---- | -------------- |
| 1     | Andrea Nygård Vie  | NOR  | 09:57,59       |
| 2     | Jule Jutta Lindner | GER  | 09:58,77       |
| 3     | Ema Berková        | CZE  | 10:09,71 PB    |
| 4     | Zoe Bourhisn       | FRA  | 10:14,11 PB    |
| 5     | Hana Vítková       | CZE  | 10:22,16 PB    |
| 6     | Mejra Mehmedović   | SRB  | 10:22,57       |
| 7     | Millie Gold        | GBR  | 10:24,59       |
| 8     | Stela Fernandes    | POR  | 10:24,74 NU20R |

Finale: 9. August

#### 4 × 100 m Staffel
| Platz | Land                   | Athletinnen                                                                                              | Zeit (s)    |
| ----- | ---------------------- | --- | ----------- |
| 1     | Italien                | Alice Pagliarini Elisa Valensin Margherita Castellani Kelly Doualla im Vorlauf außerdem: Elisa Calzolari | 43,72 NU20R |
| 2     | Vereinigtes Königreich | Nell Desir Lucy Tallon Kaya Slater Mabel Akande im Vorlauf außerdem: Jessica Mantle                      | 43,98       |
| 3     | Polen                  | Małgorzata Pojęta Wiktoria Gajosz Oliwia Kasprzak Jagoda Żukowska im Vorlauf außerdem: Aleksandra Jeż    | 44,07 NU20R |
| 4     | Schweiz                | Timea Rankl Milla Tonazzi Carina Celia Stettler Mara Schwitter                                           | 44,34       |
| 5     | Tschechien             | Jolana Mitysková Terezie Táborská Silvie Daněčková Johanka Šafářová                                      | 44,54 SB    |
| 6     | Spanien                | Carla Martínez Estrella Santoyo Marina Delgado Laura Martínez                                            | 44,85       |
| 7     | Frankreich             | Paola Valognes Lohane Gerbier Beatrice Tassin Marine Fouere                                              | 45,10       |
| 8     | Irland                 | Fatima Amusan Molly Daly Leila Colfer Precious Akpe-Moses                                                | 45,17       |

Finale: 10. August

#### 4 × 400 m Staffel
| Platz | Land        | Athletinnen | Zeit (min)    |
| ----- | ----------- | --- | ------------- |
| 1     | Frankreich  | Victoria Kwarteng Noam Tanon Romane Trinquant Méta Tumba im Vorlauf außerdem: Lys-Aurore Agbayissah Alicia Lopez Emilie Montout       | 3:33,57 EU20L |
| 2     | Deutschland | Luna Fischer Pauline Richter Katharina Rupp Jana Marie Becker im Vorlauf außerdem: Ida Carlotta Schröder Luise Sommer Cäcilia Weimann | 3:34,35 SB    |
| 3     | Italien     | Francesca Meletto Laura Frattaroli Alice Caglio Giulia Macchi                                                                         | 3:34,65 SB    |
| 4     | Polen       | Wiktoria Gadajska Zofia Tomczyk Aleksandra Przybylska Anastazja Kuś im Vorlauf außerdem: Lena Pajęcka                                 | 3:35,30 SB    |
| 5     | Niederlande | Lies Kneppers Madelief van Leur Zoë van Gils Abigail Noruwa im Vorlauf außerdem: Maud de Jong                                         | 3:35,43 SB    |
| 6     | Norwegen    | Lilje Lopes Patey Borghild Oline Holstad Hannah Rebekah Murai-Ubby Line Safaa Al-Saiddi im Vorlauf außerdem: Kaisa Sol Fagerland      | 3:36,38 SB    |
| 7     | Ungarn      | Zita Szentgyörgyi Petra Lalik Petra Besenyődi Lili Hanna Brucker im Vorlauf außerdem: Szonja Keszthelyi Nerina Pápai                  | 3:37,84 SB    |
| 8     | Tschechien  | Johanka Šafárová Kateřina Čechová Tereza Fusková Tereza Tichá im Vorlauf außerdem: Anna Cerovská                                      | 3:38,27       |

Finale: 10. August

#### 10.000 m Bahngehen
| Platz | Athletin           | Land | Zeit (min)           |
| ----- | ------------------ | ---- | -------------------- |
| 1     | Sofía Santacreu    | ESP  | 43:47,89 WU20L NU20R |
| 2     | Serena di Fabio    | ITA  | 43:56,25 NU20R       |
| 3     | Aldara Meilán      | ESP  | 44:15,89 PB          |
| 4     | Mina Stanković     | SRB  | 44:35,66 NR          |
| 5     | Claudia Ventura    | ESP  | 44:43,01             |
| 6     | Chloe le Roch      | FRA  | 45:08,59 NU20R       |
| 7     | Theresia Emma Mohr | AUT  | 45:13,07 NR          |
| 8     | Elisa Marini       | ITA  | 45:43,92 PB          |

9. August

#### Hochsprung
| Platz | Athletin          | Land | Höhe (m) |
| ----- | ----------------- | ---- | -------- |
| 1     | Lilianna Bátori   | HUN  | 1,89     |
| 2     | Ella Mikkola      | FIN  | 1,89     |
| 3     | Ona Bonet         | ESP  | 1,86     |
| 4     | Ella Oluchi Obeta | GER  | 1,83 =SB |
| 4     | Maja Słodzińska   | POL  | 1,83     |
| 6     | Nadja Lüthi       | SUI  | 1,80     |
| 6     | Valeria Smirnova  | EST  | 1,80     |
| 8     | Aino Aalto        | FIN  | 1,77     |
| 8     | Natali Kostowa    | BGR  | 1,77     |
| 8     | Renata Láníková   | CZE  | 1,77     |

Finale: 10. August

#### Stabhochsprung
| Platz | Athletin                 | Land | Höhe (m) |
| ----- | ------------------------ | ---- | -------- |
| 1     | Elise de Jong            | NED  | 4,50 =PB |
| 2     | Marijn Kieft             | NED  | 4,40     |
| 3     | Apolena Švábíková        | CZE  | 4,35 PB  |
| 4     | Allika Inkeri Moser      | EST  | 4,30     |
| 5     | Kajsa Roth               | SWE  | 4,30     |
| 6     | Evgenia-Maria Panagiotou | GRC  | 4,15     |
| 7     | Lilly Nichols            | POL  | 4,15     |
| 8     | Nicole Krutilová         | CZE  | 4,15     |

Finale: 10. August

#### Weitsprung
| Platz | Athletin                | Land | Weite (m) |
| ----- | ----------------------- | ---- | --------- |
| 1     | Bori Rózsahegyi         | HUN  | 6,46      |
| 2     | Thea Brown              | GBR  | 6,44 PB   |
| 3     | Diana Myroschnitschenko | UKR  | 6,37      |
| 4     | Ayla Hallberg Hossain   | SWE  | 6,37      |
| 5     | Paula Perončíková       | SVK  | 6,31      |
| 6     | Olga Szlachta           | POL  | 6,28 w    |
| 7     | Soizick Nlend           | FRA  | 6,25      |
| 8     | Camille le Roux         | FRA  | 6,17      |

Finale: 10. August

#### Dreisprung
| Platz | Athletin               | Land | Weite (m)      |
| ----- | ---------------------- | ---- | -------------- |
| 1     | Erika Saraceni         | ITA  | 14,24 CR NU20R |
| 2     | Daria Vrînceanu        | ROU  | 13,75 PB       |
| 3     | Adriana Krūzmane       | LAT  | 13,65 =NU20R   |
| 4     | Aureja Beniušyte       | LTU  | 13,35 PB       |
| 5     | Antonia Bronnert       | GER  | 13,34 =PB      |
| 6     | Weronika Piensarjewa   | UKR  | 13,29          |
| 7     | Anja Maraž             | SVN  | 13,24          |
| 8     | Brenda Džiliana Apsīte | LAT  | 13,21          |

Finale: 8. August

#### Kugelstoßen
| Platz | Athletin             | Land | Weite (m) |
| ----- | -------------------- | ---- | --------- |
| 1     | Maria Rafailidou     | GRC  | 16,16     |
| 2     | Anhelina Schepel     | UKR  | 15,62 PB  |
| 3     | Anita Nalesso        | ITA  | 15,62     |
| 4     | Emily Scherf         | GER  | 15,28     |
| 5     | Ilektra Chioutakakou | GRC  | 14,84     |
| 6     | Anna-Maria Weber     | GER  | 14,78     |
| 7     | Lenne Jacobien       | BEL  | 14,58     |
| 8     | Aurore Manufekai     | FRA  | 14,43     |

Finale: 10. August

#### Diskuswurf
| Platz | Athletin                    | Land | Weite (m) |
| ----- | --------------------------- | ---- | --------- |
| 1     | Andrea Njimi Tankeu Djeudji | ESP  | 54,28 PB  |
| 2     | Curly Brown                 | GER  | 54,16     |
| 3     | Anne Juul Jensen            | DEN  | 52,63     |
| 4     | Vasiliki Samolada           | GRC  | 52,28     |
| 5     | Mirabella Emese Keserű      | HUN  | 50,26     |
| 6     | Carmen Welling              | FIN  | 49,04     |
| 7     | Alicja Winiarz              | POL  | 48,99     |
| 8     | Katarina Verst              | EST  | 48,09 PB  |

Finale: 8. August

#### Hammerwurf
| Platz | Athletin             | Land | Weite (m) |
| ----- | -------------------- | ---- | --------- |
| 1     | Nova Kienast         | GER  | 67,93     |
| 2     | Marie Rougetet       | FRA  | 67,38 PB  |
| 3     | Pinja Kärhä          | FIN  | 66,07     |
| 4     | Patricia Kamga       | SWE  | 65,96     |
| 5     | Clara Hegemann       | GER  | 63,67     |
| 6     | Polina Dseroschynska | UKR  | 63,47 SB  |
| 7     | Erica Lejon          | SWE  | 61,95 PB  |
| 8     | Aneta Orzechowska    | POL  | 60,43     |

Finale: 9. August

#### Speerwurf
| Platz | Athletin           | Land | Weite (m) |
| ----- | ------------------ | ---- | --------- |
| 1     | Vita Barbić        | CRO  | 55,26     |
| 2     | Rebecca Nelimarkka | FIN  | 54,43     |
| 3     | Orinta Navikaitė   | LTU  | 54,36     |
| 4     | Rabiye Çiçek       | TUR  | 53,68     |
| 5     | Selina Capaul      | SUI  | 52,44 PB  |
| 6     | Harriet Court      | GBR  | 52,05     |
| 7     | Konstanze Irlinger | GER  | 48,27     |
| 8     | Heti Väät          | EST  | 47,19     |

Finale: 9. August

#### Siebenkampf
| Platz | Athletin              | Land | Punkte         |
| ----- | --------------------- | ---- | -------------- |
| 1     | Jana Koščak           | CRO  | 6293 WU20L =NR |
| 2     | Sarolta Kriszt        | HUN  | 6251 NU20R     |
| 3     | Enni Virjonen         | FIN  | 6060 PB        |
| 4     | Emma Kaul             | GER  | 5970           |
| 5     | Eden Robinson         | GBR  | 5648 PB        |
| 6     | Anna Hinkelmann       | GER  | 5577           |
| 7     | Anna-Elisabeth Ehlers | GER  | 5507           |
| 8     | Marleen Ritari        | EST  | 5500 PB        |

9./10. August